# Monzon-Incolor-Gub
La Monzon-Incolor-Gub, nota in passato come MsTina Focus, Giotti Victoria, Sofer e Vini Monzon-Savini Due-OMZ, è una squadra maschile romena di ciclismo su strada con licenza di UCI Continental Team. Fondata e diretta da Stefano Giuliani, è attiva dal 2018.

## Cronistoria

### Annuario
| Anno | Codice | Nome                       | Cat. | Biciclette | Dirigenza                                                                                                 |
| ---- | ------ | -------------------------- | ---- | ---------- | --- |
| 2018 | MST    | MsTina-Focus               | CT   | Focus      | Manager: Stefano Giuliani Dir. sportivi: Gabriele Di Francesco, Ovidiu Nicolae Burghelea                  |
| 2019 | GTV    | Giotti Victoria-Palomar    | CT   | Focus      | Manager: Stefano Giuliani Dir. sportivi: Gabriele Di Francesco                                            |
| 2020 | GTV    | Giotti Victoria            | CT   | Focus      | Manager: Stefano Giuliani Dir. sportivi: Gabriele Di Francesco, Emil Dima                                 |
| 2021 | GTS    | Giotti Victoria-Savini Due | CT   | Focus      | Manager: Stefano Giuliani Dir. sportivi: Gabriele Di Francesco, Stefanino Cecini, Emil Dima               |
| 2022 | GTS    | Giotti Victoria-Savini Due | CT   | Focus      | Manager: Stefano Giuliani Dir. sportivi: Valerio Tebaldi, Gabriele Di Francesco, Emil Dima                |
| 2023 | SDO    | Sofer-Savini Due-OMZ       | CT   | Focus      | Manager: Stefano Giuliani Dir. sportivi: Valerio Tebaldi, Gabriele Di Francesco, Emil Dima, William Galli |
| 2024 | VSO    | Vini Monzon-Savini Due-OMZ | CT   | Focus      | Manager: Stefano Giuliani Dir. sportivi: Dilara Gul, Riccardo Addesi, Emil Dima                           |
| 2025 | MIG    | Monzon-Incolor-Gub         | CT   | Focus      | Manager: Stefano Giuliani Dir. sportivi: Dilara Gul                                                       |

## Palmarès

### Campionati nazionali
- Campionati rumeni: 2

In linea: 2019 (Denis Marian Vulcan); 2022 (Emil Dima)
- Campionati ungheresi: 2

In linea: 2020, 2021 (Viktor Filutás)

## Organico 2025
Aggiornato al 13 gennaio 2025.

### Staff tecnico
|  | Naz.               | Ruolo | Sportivo         |  |  |  |
|  | ------------------ | ----- | ---------------- |  |  |  |
|  | Italia (bandiera)  | GM    | Stefano Giuliani |  |  |  |
|  | Turchia (bandiera) | DS    | Dilara Gul       |  |  |  |

### Rosa
|  | Naz.                     |  | Sportivo               | Anno |  |  |
|  | ------------------------ |  | ---------------------- | ---- |  |  |
|  | Romania (bandiera)       |  | Victor-Alexandru Aron  | 2005 |  |  |
|  | Lettonia (bandiera)      |  | Kristiāns Belohvoščiks | 2002 |  |  |
|  | Hong Kong (bandiera)     |  | Ngai Chung Ki          | 2004 |  |  |
|  | Romania (bandiera)       |  | Ovidiu-Gabriel Dorcu   | 2006 |  |  |
|  | Romania (bandiera)       |  | David-Cosmin Doroga    | 2005 |  |  |
|  | Finlandia (bandiera)     |  | Sampo Malinen          | 1999 |  |  |
|  | Italia (bandiera)        |  | Jacopo Militello       | 2004 |  |  |
|  | Ungheria (bandiera)      |  | Dániel Sidló           | 2003 |  |  |
|  | Romania (bandiera)       |  | Alexandru Slavoiu      | 1998 |  |  |
|  | Romania (bandiera)       |  | Stefan-Lucian Stoica   | 2004 |  |  |
|  | Italia (bandiera)        |  | Filippo Tagliani       | 1995 |  |  |
|  | Gran Bretagna (bandiera) |  | Tom Williams           | 2003 |  |  |
|  | Cina (bandiera)          |  | Changxin Zhang         | 2004 |  |  |